# Bertone Mantide
De Bertone Mantide was een conceptwagen van het Italiaanse automerk Bertone. De wagen was in grote lijnen gebaseerd op de Corvette ZR1, met voornamelijk motorische verschillen. De 6.2 liter V8 in de Mantide behaalde een topsnelheid van 351 km/h en trok in 3,2 seconden op van 0 naar 100 km/h. Deze hoge snelheid werd mede bereikt door het lage gewicht van de wagen. Dit lage gewicht was te danken aan het gebruik van koolstofvezel in elk carrosserie-onderdeel van de wagen. 